# حاج رستم بیگ چمشگزگ
حاج رستم بیگ چَمِشگَزَک، ریاست کُردهای چَمِشگَزَک واقع در کردستان ترکیه کنونی، منطقهٔ مستقل کردی چمشگزک با سی و دو قلعه و دارای یک حکومت کردی از زمان ملکیشی یا ملکشاه چمشگزک که از هزیانیان بیلباس بودند، اداره می‌شد. عثمانی‌ها در طول تاریخ رویای حکومت بر چمشگزک را در سر می‌پروراندند، اما به‌دلیل تعداد زیاد ملکیشی‌ها که حدوداً هفتاد هزار نفر بودند، انجام این عمل برای عثمانی‌ها مقدور نشد. سپس با روی کار آمدن صفویه، شاه اسماعیل چند بار برای حاج رستم‌بیگ نامه نوشت و وی را به دین جدید تشیع دعوت کرد که او مخالفت کرد.
خلاصه، به درخواست شاه اسماعیل، تمام قلعه‌های چمشگزک به‌صورت دوستانه تحویل نورعلی خلیفه، فرماندهٔ قزلباش، داده شد و در مقابل ناحیه‌ای در استان ایلام کنونی و قسمتی از کردستان عراق به حاج رستم‌بیگ سنی‌مذهب داده شد. وی با چند هزار خانوار کُرد چمشگزک، در پشتیبانی از شاه شیعه، اسماعیل یکم صفوی، در جنگ چالدران شرکت کرد و رشادت‌هایی از خود نشان داد.
تعدادی از ساکنان باقیمانده در چمشگزک به سبب رفتار ظالمانهٔ نورعلی خلیفه و کشتار عده‌ای از عشایر ملکیشی، با او مخالفت کردند و پیکی نزد حاج رستم‌بیگ فرستادند. اما هم‌زمان جنگ چالدران درگرفت و حاج رستم‌بیگ، که در رکاب شاه اسماعیل بود، به فرمان سلطان سلیم اعدام شد.
پیرحسین بیگ، فرزند رستم بیگ، با شنیدن خبر قتل پدرش به طرف مصر راهی شد تا با کمک چرکسی‌ها از عثمانی انتقام بگیرد، ولی در میانهٔ راه، به‌دلیل احتمال کشته شدن بیشتر کردها که در صفوف عثمانی بودند، از این کار منصرف شد و به نزد سلطان سلیم رفت و درخواست سرزمینشان، چمشگزک، را نمود. سلطان عثمانی گفت که سپاه عثمانی جهت پس گرفتن قلعه‌ها از قزلباش‌ها در اختیار شماست، که پیرحسین بیگ نپذیرفت و قبل از حرکت سپاه عثمانی، خود قزلباش‌ها را شکست داد و قلعه‌ها را پس گرفت.
با شکست صفویان در آن جنگ، حاج رستم بیگ، این امیر کُرد، با چهل تن از دیگر سران کُرد، از جمله یکی از نوه‌هایش به نام خالد، به اتهام همکاری با شاه اسماعیل صفوی ناجوانمردانه توسط سلطان سلیم سر بریده شدند. البته کینهٔ سلطان عثمانی از حاج رستم بیگ مربوط به عهد پدربزرگ سلطان بود. در پایان، تعدادی از ملکیشی‌ها و کرد ملکشاهی همچنان در ولایت ایران مانند ایلام و خراسان عراق ماندند و تعدادی دیگر در ولایت اصلی چمشگزک و مناطق کردستان ترکیه و سوریه زندگی می‌کنند.

## پیشینه
سلطان محمد دوم عثمانی پس از غلبه بر حسن بیگ بایندوری، نامه‌ای به حاج رستم بیگ چمشگزگ، نوه امیر شیخ حسن، نوشت و از وی طلب همراهی کرد، اما حاج رستم بیگ چمشگزگ دعوت او را قبول ننموده و قلعه کماخ را به عثمانی‌ها تسلیم نکرد. شاه اسماعیل یکم صفوی در ۹۱۲ ه‍. ق، نورعلی خلیفه، از امرای قزلباش، را برای تسخیر ولایت چمشگزک فرستاد. حاجی رستم‌بیگ، چمشگزک را تسلیم نورعلی خلیفه کرد و خود به خدمت شاه اسماعیل یکم رسید. شاه نیز ناحیه‌ای از توابع عراق را در عوض ولایت چمشگزک به او داد. مردم چمشگزک ، به سبب رفتار ظالمانه نورعلی خلیفه و کشتار عده بسیاری از عشایر ملکیشی، با او مخالفت کردند و پیکی نزد حاج رستم بیگ چمشگزگ در عراق فرستادند، اما هم‌زمان جنگ چالدران مابین اسماعیل یکم صفوی و سلطان سلیم اول عثمانی درگرفت و حاجی رستم‌بیگ که در رکاب شاه اسماعیل یکم صفوی بود، به فرمان سلطان سلیم اعدام شد.  به گفته شرف خان بدلیسی مؤلف شرفنامه (تاریخ مفصل کردستان) پس از شکست و انهزام شاه اسماعیل، سلطان سلیم به قصد تسخیر تبریز حرکت کرد و حاجی رستم در «یام» به قصد رکاب‌بوسی سلطان مشرف گشت و در همان روز با پسرزاده‌اش و چهل نفر از آقایان و متعینان ملکیشی به فرمان سلیم به قتل رسیدند، مشهور است که سبب قتل او این است که در سال ۸۷۸ قمری که سلطان محمد دوم (پدربزرگ سلطان سلیم) متوجه تسخیر قلعۀ کماخ شد و حسن بیگ بایندوری با او نبرد کرد و شکست خورود. حاکم قلعۀ کماخ، ارادۀ تسلیم قلعه به گماشتگان سلطان محمد کردند ولی حاجی رستم بیگ مانع شد و  سال‌ها بعد از آن قلعۀ کماخ را به تصرف گماشتگان شاه اسماعیل صفوی داد. فرخشاد بیگ بایندوری این موضوع را به سلطان سلیم خاطرنشان کرد و سلیم به جهت گرفتن انتقام از او همگی را به قتل رساند. همچنین کتاب حقيقة التواريخ اسماعيل بيگ توقيعى مى‌گويد كه چون شاه اسماعيل شکست خورد، بعد از تفكر، خواست كه ننگ اين شكست را به طور ديگر از خود بر دارد. قرار گذاشت كه از افراد و امراى‌ شاهيسون، دستجات ترتيب داده، به بهانه پناه بردن به اردوى سلطانى روانه نمايد و تعداد آن‌ها كه به دو سه هزار برسد، بعد از مخابره، شبى ناگهانى اردوى سلطانى را شبيخون زده و سلطان را بكشد و اردو را پريشان سازد. به اين جهت حاجى رستم را اول فرستاد، اما اين موضوع را يكى از امراى تركمان كه در اردوى شاهى بود، محرمانه به عرض سلطان رساند و بعد از آنكه پناهندگان بازجویی و تحقیق شدند و صحت آن موضوع واضح گشت، به فرمان سلطان آن‌ها را كشتند.
پیرحسین‌بیگ، فرزند حاج رستم بیگ، با شنیدن خبر قتل پدرش از قلمرو حکومت پدرش حاج رستم بیگ چمشگزگ در عراق با این تصمیم که به ملازمت سلاطین چراکسه مصر درآید، عزم سفر نمود، ولی در اثنای راه ممای بیگ حاکم ملطیه او را تشویق کرد که برای انتقام گرفتن از نور علی خلیفه قزلباش به سلطان سلیم اول بپیوندد. پیر حسین بیگ پَند و راهنمایی او را به کار بست و در آماسیه به سلطان سلیم اول (حک: ۸۷۲–۹۲۶) پیوست. سلطان از شهامت و بی‌باکی او بسیار خوشش آمد و به محمد پاشا میرمیران مرعیشی، فرمان نوشت که به همراهی پیرحسین بیگ، چمشگزک را از نیروهای نور علی خلیفه باز پس گیرد و در اختیار پیر حسین بیگ قرار دهد. پیر حسین بیگ قبل از آنکه نیروهای محمد پاشا میرمیران مرعیشی برسند، با سپاهی از مردم چمشگزک به نبرد با نورعلی خلیفه برخاست و در اندک مدتی نیروهای نور علی خلیفه قزلباش را شکست داد و او را به قتل رساند. او سی‌سال بر چمشگزک حکومت کرد و یکی از امرای توانای چمشگزک شد. پس از مرگ پیرحسین‌بیگ در ۹۵۱ ه‍. ق، فرزندان او بر سر جانشینی توافق نکردند. از پیر حسین بیگ ۱۶ پسر بر جای ماند؛ ۱- خالد بیگ ۲- محمدی بیگ ۳- رستم بیگ ۴- یوسف بیگ ۵- پیلتن بیگ ۶- کیقباد بیگ ۷- بهلول بیگ ۸- محسن بیگ ۹- یعقوب بیگ ۱۰- فرخشاد بیگ ۱۱- علی بیگ ۱۲- کلابی بیگ ۱۳- کیخسرو بیگ ۱۴- کیکاوس بیگ ۱۵- پرویز بیگ ۱۶- یلمان بیگ، که هر کدام دم از حکومت جداگانه می‌زدند و حاضر از اطاعت از بزرگتر خود نبودند، سرانجام قلمرو حکومت چمشگزک به سه قسمت تقسیم شد؛ «مجنکُرد»، «پرتک» و «سُقمان». ناحیه «مجنکُرد» به امیر محمدی بیگ، ناحیه «پرتک» به رستم بیگ و ناحیه «سُقمان» به کیخسرو بیگ رسید.

## پیوند درونی
- چمشگزک